# Sielsowiet Czernie
Sielsowiet Czernie (s. czerniński, biał. Чэрнінскі сельсавет, ros. Чернинский сельсовет) – sielsowiet na Białorusi, w obwodzie brzeskim, w północno-wschodniej części rejonu brzeskiego. 
Siedzibą sielsowietu są Czernie. Jednostka podziału administracyjnego sąsiaduje na południu z sielsowietem Czarnawczyce, na północnym zachodzie z sielsowietem Motykały, na południowym zachodzie z miastem Brześć, na południu z sielsowietem Telmy, a na wschodzie sielsowietami rejonu żabineckiego.  
W skład sielsowietu wchodzi obecnie 16 miejscowości:
| Polska nazwa miejscowości | Nazwa białoruska                    | Nazwa rosyjska                     | Typ jednostki osadniczej |
| ------------------------- | ----------------------------------- | ---------------------------------- | ------------------------ |
| Bratyłowo                 | Братылава (Bratyława)               | Братылово (Bratyłowo)              | wieś                     |
| Berdycze                  | Бярдычы (Biardyczi)                 | Бердичи (Bierdiczi)                | wieś                     |
| Wołoski                   | Валоскі (Wałoski)                   | Волоски (Wołoski)                  | wieś                     |
| Wietoszki                 | Вітошкі (Witoszki)                  | Витошки (Witoszki)                 | wieś                     |
| Kurnica Wielka            | Вялікая Курніца (Wialikaja Kurnica) | Большая Курница (Bolszaja Kurnica) | wieś                     |
| Kosicze Wielkie           | Вялікія Косічы (Wialikija Kosiczy)  | Большие Косичи (Bolszyje Kosiczi)  | wieś                     |
| Wieluń                    | Вялюнь (Wialuń)                     | Велюнь (Wieluń)                    | wieś                     |
| Hutowicze, Gotowicze      | Гутавічы (Hutawiczy)                | Гутовичи (Gutowiczi)               | wieś                     |
| Zabrzezie                 | Забярэзьзе (Zabiareźze)             | Заберезье (Zabierieźje)            | wieś                     |
| Zalesie                   | Залесьсе (Zaleśse)                  | Залесье (Zaleśje)                  | wieś                     |
| Zbirogi                   | Зьбірагі (Źbirahi), Збірагі         | Збироги (Zbirogi)                  | wieś                     |
| Karabany                  | Карабаны                            | Карабаны                           | wieś                     |
| Klimowicze                | Клімовічы (Klimowiczy)              | Климовичи (Klimowiczi)             | wieś                     |
| Sielachy                  | Селяхі (Sieliachi)                  | Селяхи (Sieliachi)                 | wieś                     |
| Charytony                 | Харытоны (Charytony)                | Харитоны (Charitony)               | wieś                     |
| Czernie                   | Чэрні (Czerni)                      | Черни (Czerni)                     | agromiasteczko           |

W okresie międzywojennym miejscowości sielsowietu należały pierwotnie do gmin Kosicze i Zbirogi w województwie poleskim II Rzeczypospolitej.
W składzie sielsowietu Czernie znajdowała się także wieś Moszczonka, włączona następnie w obręb miasta Brześć.